# Corporation Act 1661
Le Corporation Act de 1661 est une loi du Parlement d'Angleterre (13 Cha. II. St. 2 c. 1). Il fait partie de la catégorie générique des test acts, conçu dans le but de restreindre l'accès à la fonction publique dans le pays aux seuls membres de l'Église d'Angleterre. Il fut adopté sous le règne de Charles II d'Angleterre.